# Batalha de Dertosa
A Batalha de Dertosa aconteceu na primavera de 215 a.C. entre Asdrúbal e os irmãos Públio e Cneu Cornélio Cipião, perto de Dertosa, ao sul do rio Ebro.
Os romanos, sob o comando de Cneu Cipião, haviam se estabelecido na região, que era anteriormente uma possessão cartaginesa, depois da Batalha de Cissa (218 a.C.) e a expedição de Asdrúbal Barca para expulsá-los terminou com a derrota de sua frota na Batalha do Rio Ebro (217 a.C.). Em 215 a.C., Asdrúbal enviou uma nova expedição, mas sua derrota na Batalha de Dertosa impediu que os cartagineses conseguissem enviar reforços a Aníbal, que estava na Itália, num momento crítico da Segunda Guerra Púnica, e permitiu que os romanos recuperassem a iniciativa na Hispânia. Os irmãos Cipião continuaram sua política de submissão das tribos iberas e saquearam as possessões cartaginesas; Asdrúbal, depois de perder grande parte de sua infantaria, teve que reforçá-la utilizando o exército que estava sendo preparado para navegar para a ajudar Aníbal.
Graças a esta vitória, os irmãos Cipião ajudaram, indiretamente, seus compatriotas que lutavam na Itália, evitando que a situação piorasse ainda mais depois do desastre da Batalha de Canas. Taticamente, a batalha de Dertosa revelou os riscos da implementação de um movimento de pinça.
Em 2007, estudos arqueológicos localizaram, no limite do atual município de Tortosa, já no vizinho L'Aldea, um grande acampamento romano da Segunda Guerra Púnica. Neste mesmo ano, foi encontrado também um outro acampamento na cidade de Tivissa.

## Situação estratégica e o estado de guerra com Cartago

### Itália
Depois da acachapante derrota dos romanos na Batalha de Canas, várias cidades da Campânia, Sâmnio, Lucânia, Apúlia e Brúcio desertaram para o lado de Aníbal, que passou os anos de 216 e 215 a.C. tentando conquistar um porto marítimo por onde pudesse receber apoio diretamente de Cartago: atacou Neápolis, Cumas e Nola, mas sem sucesso. Um destacamento sob o comando de Magão Barca havia conseguido assegurar alguns alvos estratégicos importantes na Lucânia e em Brúcio e, depois de deixar Hanão, o Velho, no comando do exército de Brúcio, zarpou até Cartago para conseguir reforços.
Os romanos haviam conseguido reunir os diversos exércitos que seguiam Aníbal sem, contudo, dar-lhe oportunidade de uma batalha campal, atacando seus aliados sempre que possível. O exército principal de Roma, sob o comando do ditador Marco Júnio Pera, estava protegendo as vias de acesso direto a Roma no sul do Lácio. Por sua vez, Marco Cláudio Marcelo já havia lutado contra Aníbal em Nola e protegido Neápolis, evitando com sucesso que elas fossem capturadas. O mestre da cavalaria, Tibério Semprônio Graco, estava na Lucânia no comando do terceiro exército. Outras legiões estavam estacionadas no norte da Itália para evitar um possível ataque dos gauleses.

### Sardenha
A legião localizada na Sardenha estava sofrendo com uma epidemia. O pretor, Múcio Cévola, teve que arrecadar o pagamento e o dinheiro para os suprimentos de seu exército das populações locais, o que causou um mal-estar entre os sardenhos. Hampsicora, um chefe local, estava preparando uma revolta e pediu ajuda de Cartago.

### África
Cartago havia recrutado 15 000 soldados de infantaria, 1 200 cavaleiros e 20 elefantes. Esta força foi colocada sob o comando de Magão e tinha a finalidade de embarcá-la para a Itália escoltada por sessenta quinquerremes. Depois de receber o pedido de ajuda da Sardenha, um outro exército, de tamanho similar, foi recrutado e colocado sob o comando de Asdrúbal, o Calvo, com ordens de seguir para lá.

### Hispânia

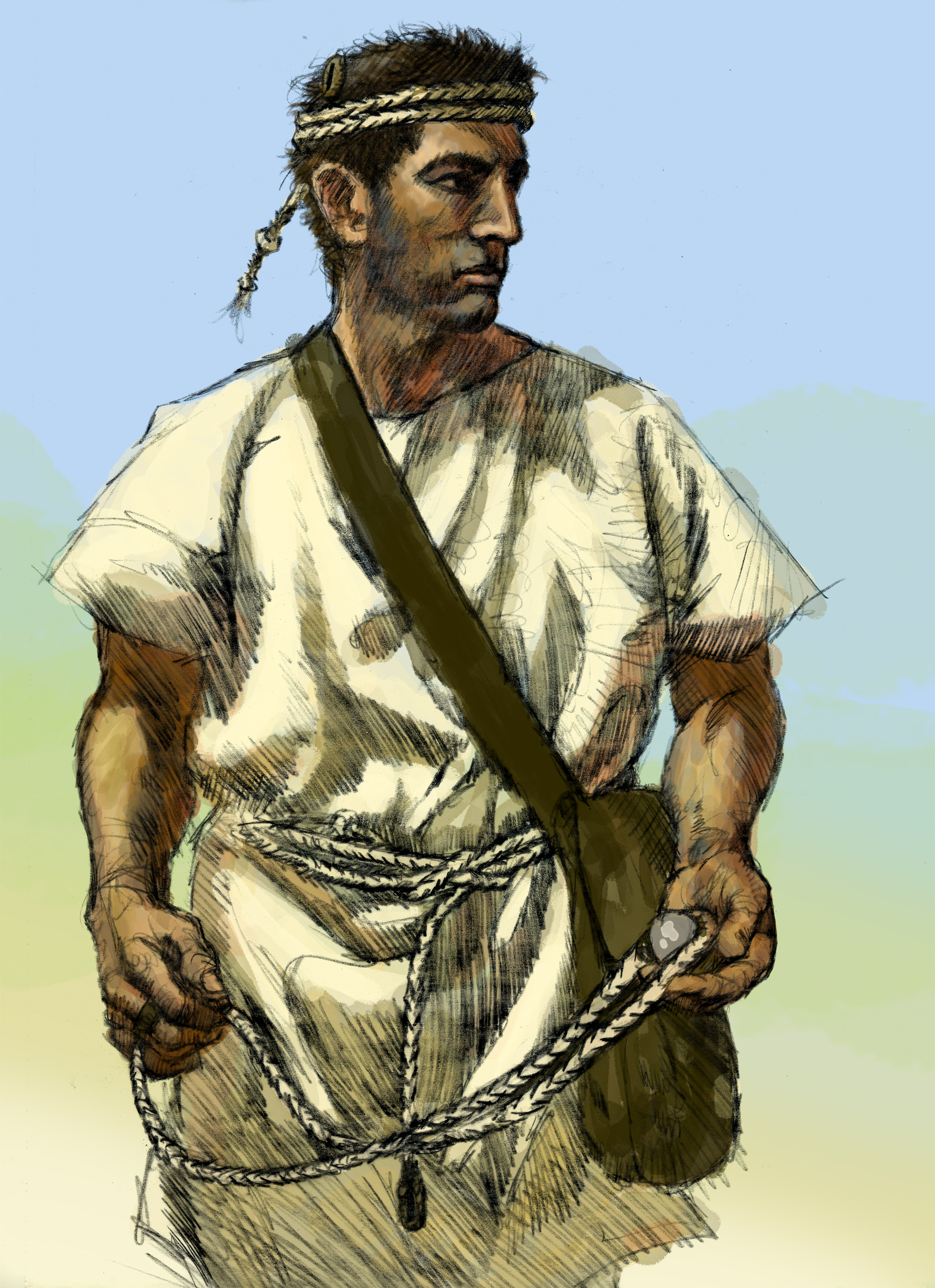
Fundeiros baleares

Asdrúbal estava na defensiva desde a derrota de sua frota na Batalha do Rio Ebro, na primavera de 217 a.C.. Ele deixou um comandante subordinado chamado Boaster à frente de uma força militar para vigiar o Ebro diante da possibilidade de que os romanos o cruzassem. Boaster foi, contudo, obrigado a se retirar quando os romanos conseguiram atravessar o rio e, inclusive, acabou sendo enganado por um líder ibero chamado Abelox, que o convenceu a entregar os reféns hispânicos que mantinha presos em Sagunto. Este episódio provocou revoltas na Hispânia controlada por Cartago, especialmente entre os turdetanos, que viviam nas imediações de Gades, em 216 a.C.. Asdrúbal recebeu o reforço de 4 000 homens de infantaria e 500 da cavalaria, além de ordens para marchar para a Itália assim que tivesse assegurado o controle da Hispânia. Ele passou grande parte do ano submetendo as tribos rebeldes e quase não teve tempo para enfrentar os romanos.
Cneu Cipião, depois da batalha do Ebro, havia recebido 8 000 reforços sob o comando de Públio Cipião. Os dois irmãos tinham poderes proconsulares e exerceram em conjunto o comando do exército. Os dois adotaram uma estratégia naval agressiva depois da destruição da frota cartaginesa no ano anterior, dedicando-se a saquear as possessões dos irmãos Barca na Hispânia e nas ilhas Baleares. Os irmãos Cipião também recrutaram tropas auxiliares entre as tribos hispânicas, colocaram guarnições nas cidades para expandir sua esfera de influência e operações, consolidando o controle do norte do Ebro enfrentando todos os descontentamentos que pudessem emergir. Eles também incentivaram que as tribos hispanas realizassem saques contra as tribos aliadas de Cartago ao sul do Ebro.

## Prelúdio
No começo de 215 a.C., os romanos haviam atravessado o Ebro e iniciado o cerco de uma pequena cidade aliada de Cartago chamada Ibera. Asdrúbal, deixando Himilcão no comando de Nova Cartago, marchou para o norte com seu exército e chegou até o Ebro. Porém, não o atravessou para saquear as possessões romanas do outro lado e nem tampouco seguiu para ajudar Ibera, mas optou por cercar uma cidade aliada dos romanos chamada Dertosa.
Os Cipiões levantaram o cerco de Ibera e correram para enfrentar os cartagineses de Asdrúbal. Com isto, o general cartaginês conquistou a iniciativa estratégica e ainda ajudou seus aliados ao forçar o fim do cerco. Os exércitos acamparam em uma planície localizada entre Ibera e Dertosa e, depois de cinco dias de fustigamento entre os dois exércitos, os generais finalmente deram a ordem de batalha para suas tropas.

## Disposição inicial

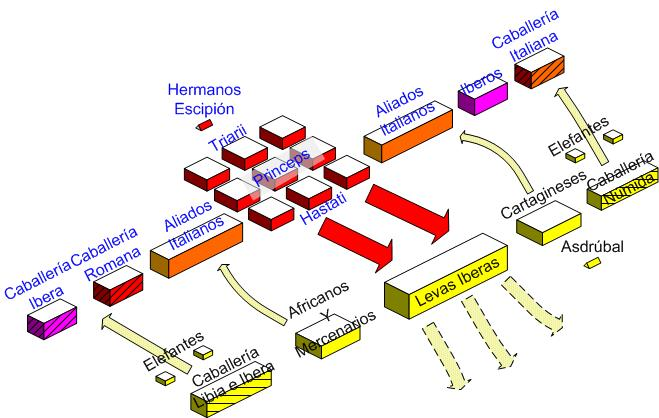
Disposição de batalha em Dertosa

### Composição dos exércitos
A infantaria romana estava composta por duas legiões com cerca de 10 000 legionários e mais outros 18 000 soldados aliados itálicos. A cavalaria estava composto de 600 legionários e 1 800 aliados. Os romanos, além disto, contavam com um contingente de tropas hispânicas composta por 2 000 homens na infantaria e 400 na cavalaria pesada.
Asdrúbal tinha 15 000 lanceiros líbios, 1 000 mercenários (majoritariamente lígures, do norte da Itália) e 8 000 iberos na infantaria. A cavalaria era composta por 450 cavaleiros líbios e cartagineses, 1 200 iberos na cavalaria pesada e 2 300 cavaleiros númidas. Seu exército contava ainda com 21 elefantes de guerra e 1 000 fundeiros baleares.

### Disposição
Os romanos dispuseram suas tropas seguindo o tradicional esquema da legião manipular, com a cavalaria nos flancos e a infantaria no centro. A cavalaria romana e a hispana ficaram na ala direita e a cavalaria aliada itálica na esquerda. Na linha de infantaria, as tropas aliadas itálicas foram colocadas nas laterais, junto da cavalaria, enquanto que os legionários compuseram o centro da linha. Cerca de 2 000 soldados romanos e itálicos, assim como o contingente ibero, ficaram na reserva e encarregados de proteger o acampamento romano.
Asdrúbal colocou a infantaria ligeira, fustigadores e alistados iberos no centro, com a infantaria pesada em ambos os flancos. No entorno, ele pôs a cavalaria, ibera e númida majoritariamente, mais numerosa que a romana. Por fim, Asdrúbal lançou seus elefantes de guerra à frente da cavalaria, dez em cada flanco, exatamente como Aníbal havia feito na Batalha do Trébia.
Ao lado da cavalaria cartaginesa, Asdrúbal colocou uma falange de infantaria líbia e, no centro e flanqueada pelas falanges, estava uma linha de infantaria ibera um pouco mais fina do que o usual. Finalmente, os fundeiros baleares formaram uma linha de fustigadores diante da infantaria. Na reserva, foram deixados 2-3 000 homens, também com a missão de defender o acampamento.
O arranjo inicial, portanto, lembrava muito o da Batalha de Canas, pois a intenção de Asdrúbal era imitar a tática de seu irmão, envolvendo o poderoso centro do exército romano enquanto destroçava seus flancos com suas melhores tropas (um clássico movimento de pinça).

## Batalha

### Primeira fase
Depois de um breve enfrentamento entre as tropas ligeiras, as legiões no centro da formação romana realizaram uma carga contra a delgada linha de infantaria ibera que tinham diante de si. Ao ter a vantagem, tanto numérica (cerca de 10 000 homens diante de 8 000) com em profundidade na formação, os romanos conseguiram fazer retroceder os iberos de forma quase instantânea. Este era exatamente o resultado esperado por Aníbal, que queria envolver o exército romano pelos dois flancos fazendo recuar o centro.
Os elefantes cartagineses que estavam nas alas atacaram a cavalaria romana e itálica. Contudo, a carga não teve êxito, pois a cavalaria romana conseguiu manter sua formação e os elefantes não tiveram mais um papel relevante na batalha. Por sua vez, a formação dos itálicos passou a enfrentar os líbios, que estavam à sua frente, buscando com isto apoiar o centro romano.

### Segunda fase
Os líbios e os mercenários, que estavam nos flancos cartagineses, atacaram a infantaria italiana e, apesar de sua superioridade numérica (16 000 contra 18 000), os itálicos começaram a retroceder. Apesar disto, ao contrário do que aconteceu em Canas, os líbios não conseguiram flanquear os romanos. As cavalarias, por sua vez, seguiram se enfrentando sem que nenhuma delas conseguisse superar a outra. Apesar de ter a vantagem numérica, a cavalaria cartaginesa não conseguiu vencer os romanos e expulsá-los do campo de batalha.
Em meio a esta situação de indecisão, na qual as duas alas dos exércitos se enfrentavam sem que nenhuma conseguisse uma vantagem, os alistados iberos no centro não suportou a pressão e a linha cartaginesa se rompeu, provocando a fuga dos iberos.

### Terceira fase
Na Batalha do Trébia, o centro da infantaria cartaginesa também havia cedido sob a pressão da infantaria pesada romana. Porém, Aníbal conseguiu vencer a batalha por que suas infantarias haviam conseguido flanquear os romanos de ambos os lados e sua cavalaria, depois de botar em fuga seus adversários, atacou a infantaria romana pela retaguarda junto com as tropas de emboscada de Magão Barca. Asdrúbal não teve esta sorte. Não havia tropas de emboscada em Dertosa e ele só contava com os líbios que haviam feito retroceder os aliados itálicos antes que o centro de suas fileiras ruísse.
A cavalaria cartaginesa, ao ver como a formação da infantaria se desmanchava, deixou de atacar os romanos e abandonou o campo de batalha. A infantaria romana, por sua vez, livre dos iberos, correu para ajudar os aliados itálicos. Depois de uma sangrenta luta, na qual a infantaria líbia apresentou uma dura resistência, infligindo e recebendo pesadas baixas, o resto do exército de Asdrúbal bateu em retirada.

## Feitos posteriores

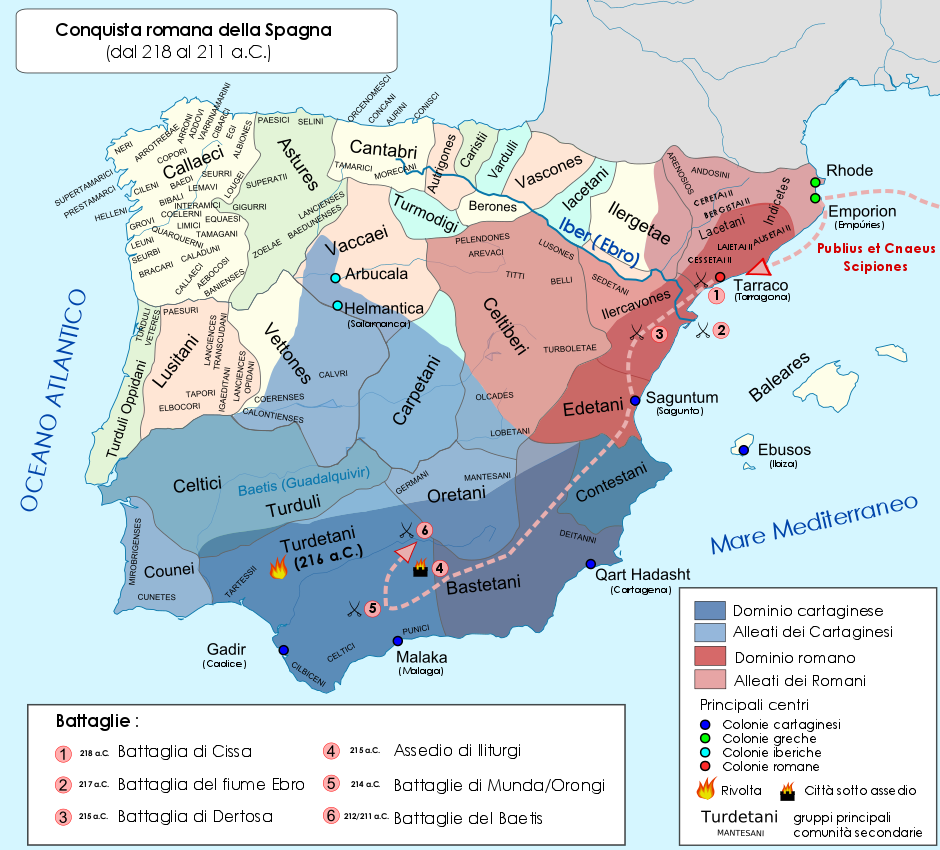
Mapa da primeira fase da campanha romana na Hispânia (218-)

Asdrúbal sobreviveu à batalha com a maioria de seus elefantes e de sua cavalaria, mas com pouca infantaria, a maior parte da qual era o contingente ibero. A perseguição romana não foi suficientemente rápida para repetir a vitória total da Batalha de Cissa. Os romanos conseguiram tomar o acampamento cartaginês logo depois da fuga de Asdrúbal, que recuava apressadamente com os sobreviventes. As provisões e o butim do acampamento caiu nas mãos dos romanos enquanto os cartagineses tentavam chegar a Nova Cartago, deixando os romanos firmemente plantados na região ao sul do Ebro.
Asdrúbal receberia o reforço de outros dois exércitos, comandados por Magão Barca e Asdrúbal Giscão, com a finalidade de evitar que os romanos tomassem controle das possessões cartaginesas na Hispânia. Cartago não voltaria a montar nenhuma campanha efetiva para além do Ebro e lutaria contra os romanos em território, com resultados variados, até o ano de 205 a.C.. Por sua parte, os irmãos Cipião não prepararam uma perseguição imediata aos cartagineses e preferiram manter sua estratégia de saques, instigando as tribos iberas a se revoltarem enquanto criavam uma sólida base de poder. Os dois não receberiam mais reforços da Itália até o final de seus mandatos na Hispânia e enfrentariam os irmãos Barca e Giscão com resultados variados até 212 a.C., quando ambos foram mortos na grande campanha que culminou na Batalha do Bétis Superior (212 a.C.).

## Importância estratégica
Asdrúbal tentou emular as táticas utilizadas por seu irmão, Aníbal, na Batalha de Canas. Apesar disto, enquanto que, no caso de Aníbal, a tática havia finalizado em uma vitória espetacular, Asdrúbal recebeu uma dura derrota militar. Alguns dos fatores que levaram à derrota de Asdrúbal. Em primeiro lugar, suas tropas eram inexperientes, ao contrário dos veteranos de Aníbal em Canas, que já vinham lutando na Hispânia pelos vinte anos anteriores. Aníbal tinha grande controle sobre suas tropas, enquanto Asdrúbal comandava milícia de moral muito mais baixa. Da mesma forma, os oficiais de Asdrúbal Barca eram muito menos qualificados que os de Aníbal. A capacidade do exército de Aníbal se demonstrou nas manobras de sua cavalaria pesada, que conseguiu atacar e romper a formação de cavalaria romana, voltaram a se reagrupar e atacaram novamente contra os aliados itálicos desde a retaguarda, voltaram a reagrupar-se e atacaram de novo, desta vez contra a infantaria. Eram movimentos muito complexos, mas foram orquestrados com uma eficiência imaculada. Asdrúbal Barca não contava com tropas deste calibre em Dertosa.
Aníbal contava com uma vantagem decisiva na cavalaria e aproveitou sua vantagem ao máximo. Asdrúbal tinha uma vantagem muito menor e ele não conseguiu fazer valê-las no campo de batalha. Asdrúbal tinha elefantes, mas também não conseguiu se valer deles de forma eficiente. Finalmente, Asdrúbal enfrentou dois comandantes competentes e alinhados, os irmãos Cipião, enquanto Aníbal teve a sorte de enfrentar o impetuoso cônsul Caio Terêncio Varrão.
Apesar da Batalha de Dertosa não ter tido a mesma importância que a Batalha de Metauro, ela teve uma influência crítica no curso estratégico da guerra. Se Asdrúbal tivesse ganhado, os cartagineses teriam conseguido lançar quatro exércitos independentes na Itália em 214 a.C., juntando as suas próprias forças às de Aníbal, Magão e Hanão, o Velho. Depois desta derrota, Aníbal não recebeu mais nenhum reforço da Hispânia. Ademais, a estratégia militar de Amílcar Barca estava fundamentada no controle indiscutível dos Barcas na Hispânia e em sua capacidade de conseguir reforços na região. A derrota fez com que Cartago tivesse que enviar Magão Barca com Asdrúbal Giscão, um rival político dos Barca, o que acabou com a dominação destes na região. Os romanos ganharam a iniciativa na Hispânia, o que implicou numa perda de recursos para os cartagineses. Os reforços destinados a Aníbal tiveram que ser redirecionados para a península Ibérica. Apesar de Asdrúbal ter recebido 4 000 soldados númidas e 40 elefantes em 215 a.C., estes eram muito poucos em comparação aos 17 000 soldados perdidos na Sardenha e aos 28 000 soldados que acabariam presos na Sicília mais tarde. A derrota de Dertosa acabou por minar o capital político que Aníbal tinha conseguido na vitória de Canas.